# Eucirroedia glenwoodi
Eucirroedia glenwoodi är en fjärilsart som beskrevs av Barnes och Benjamin 1922. Eucirroedia glenwoodi ingår i släktet Eucirroedia och familjen nattflyn. Inga underarter finns listade i Catalogue of Life.